# Jan Szczepanik
Jan Szczepanik (13. juni 1872 i Rudniki – 18. april 1926 i Tarnów) var en polsk kemiingeniør.
- Wikimedia Commons har flere filer relateret til Jan Szczepanik